# Gerrit Jongsma
Anton Gerrit Jongsma (Zwolle, 11 augustus 1899 – Utrecht, 31 juli 1960) was een Nederlands burgemeester. 

## Leven en werk
Jongsma was de zoon van Jacoba Wilhelmina Hutten. Een jaar na zijn geboorte trouwde zij met Tjibbe Jongsma. Bij dat huwelijk werd hij erkend. Hij was lid van de NSB. Op 11 juli 1942 werd hij  benoemd tot burgemeester van Krommenie.
Op Jongsma is op 27 september 1943 getracht een aanslag te plegen. Deze mislukte aanslag (de kogel bleef in zijn portefeuille steken) werd voorbereid en uitgevoerd door het Zaanse verzet. Jongsma was persoonlijk betrokken bij de arrestaties van onderduikers. Vanaf oktober 1944 was hij waarnemend burgemeester van Maartensdijk. Na de bevrijding werd hij ten gevolge van het Zuiveringsbesluit ontslagen als burgemeester. Jongsma werd in 1948 door het Amsterdamse Bijzondere Gerechtshof veroordeeld tot een gevangenisstraf van vijftien jaar. Na beroep werd hij door de Bijzondere Raad van Cassatie veroordeeld tot achttien jaar gevangenisstraf (met aftrek).
Jongsma was getrouwd met Louise Wilhelmina Johanna van Noordt. Na haar overlijden in 1955 hertrouwde hij met IJltje Margaretha Beets. Jongsma overleed in 1960 elf dagen vóór hij 61 werd, in Utrecht.
Achterkleindochter van Gerrit Jongsma is Eline Jongsma, schrijver en filmmaker. Samen met haar partner Kel O’Neill maakte zij de documentaire His Name is My Name over haar overgrootvader.